# Governatorato di Simbirsk
Il Governatorato di Simbirsk (in russo Симбирская губерния?, Simbirskaja gubernija) era una divisione amministrativa (gubernija) dell'Impero russo e della RSFS Russa, esistita dal 1796 al 1928. Il suo centro amministrativo era nella città di Simbirsk, ribattezzata Ul'janovsk nel 1924 (allo stesso modo, il Governatorato di Simbirsk fu chiamato Governatorato di Ul'janovsk).

## Storia

### Governatorato di Ul'janovsk (1924-1928)
Con un decreto del Comitato Esecutivo Centrale dell'Unione Sovietica del 9 maggio 1924, la città di Simbirsk fu ribattezzata Ul'janovsk, che comprendeva il volost', l'uezd e lo stesso governatorato.
Nel 1925, l'uezd di Alatyr' fu trasferito alla RSSA Ciuvascia e 4 uezd rimasero nel Governatorato di Ul'janovsk: Ardatov, Karsun, Syzran' e Ul'janovsk.
Il 6 gennaio 1926, per decisione del Comitato Esecutivo del Governatorato di Samara, il Melekesskij uyezd fu trasferito al Governatorato di Ul'janovsk.
Il 14 maggio 1928, durante la zonizzazione economica dell'URSS, il governatorato fu abolito e il suo territorio divenne parte dell'okrug di Ul'janovsk, dell'okrug di Mordovia e dell'okrug di Syzran' dell'Oblast' del Medio Volga.

## Demografia
Secondo il censimento sovietico del 1897 il governatorato di Simbirsk aveva una popolazione di 1.527.848 abitanti.

## Suddivisioni
- Uezd di Alatyr'
- Uezd di Ardatov
- Uezd di Buinsk
- Uezd di Karsun
- Uezd di Kurmyš
- Uezd di Sengilej
- Uezd di Simbirsk
- Uezd di Syzran'